# Викунья, Лаура
Лау́ра (Ла́вра) дель Ка́рмен Вику́нья Пи́но (исп. Laura del Carmen Vicuña Pino; 5 апреля 1891, Сантьяго, Чили — 22 января 1904, Хунин-де-лос-Андес, Аргентина) — блаженная Римско-Католической Церкви, мирянка, исповедница. Почитается в Католической Церкви как покровительница разбитых семей.

## Биография
Лаура Викунья родилась 5 апреля 1891 года в Сантьяго. 24 мая 1891 года приняла таинство крещения в церкви Святой Анны. Её отец Хосе Доминго Викунья был офицером и служил в Темуко, на границе с Аргентиной. После смерти отца мать Лауры Викуньи, Мерседес Пино, вступила в сожительство с Мануэлем Мора, крупным сельскохозяйственным производителем.
В 1901 году Лаура Викунья поступила в колледж в городе Хунин-де-лос-Андес, которым руководили монахини из женской салезианской конгрегации. 8 декабря 1901 года Лаура Викунья была принята в католическое движение «Общество Дочерей Марии».
После получения таинства миропомазания в 1902 году Лаура Викунья просила монахинь принять её в монашескую конгрегацию. Однако, сёстры её не приняли из-за юного возраста и поведения её матери, которая жила без венчания в сожительстве с мужчиной. Несмотря на это, Лаура Викунья принесла личные обеты целомудрия, нищеты и послушания. Жила в колледже, исполняя в полной мере принесённые монашеские обеты.
Когда она приехала домой на каникулы, просила сожителя матери Мануэля Мора о венчании с её матерью, за что была жестоко избита отчимом. Избиение стало причиной её переезда в интернат, где она заболела от нанесённых травм. За несколько часов до смерти простила своего отчима и рассказала матери о принесённых монашеских обетах. Лаура Викунья умерла 22 января 1904 года. На её могиле написана эпитафия: «Её жизнь была поэмой чистоты, любви и жертвы за мать».

## Прославление
3 сентября 1988 года Лаура Викунья была причислена к лику блаженных римским папой Иоанном Павлом II. Она является покровительницей разбитых семей.
День памяти в Католической Церкви — 22 января.